# Kyle Carpenter
William « Kyle » Carpenter, né le 17 octobre 1989 à Jackson (Mississippi), est un ancien militaire américain du Corps des Marines des États-Unis.
En 2014, il est décoré par le président des États-Unis Barack Obama de la Medal of Honor, la plus haute distinction militaire des États-Unis, pour son action héroïque en novembre 2010 à Marjah, dans la province de Helmand en Afghanistan.
Il est (à l'époque où il obtient cette distinction) le plus jeune médaillé de la Medal of Honor encore vivant.

## Biographie

### Formation
Né à Jackson dans le Mississippi, Kyle Carpenter est élevé à Flowood par ses parents Robert et Robin. En 2008, il sort diplômé de la W. Wyman King Academy de Batesburg, en Caroline du Nord.
En février 2009, il s'engage dans le Corps des Marines des États-Unis au centre de recrutement de Colombia en Caroline du Sud, puis complète sa formation plus tard dans l'année au Marine Corps Recruit Depot de Parris Island en Caroline du Sud.

### Carrière militaire

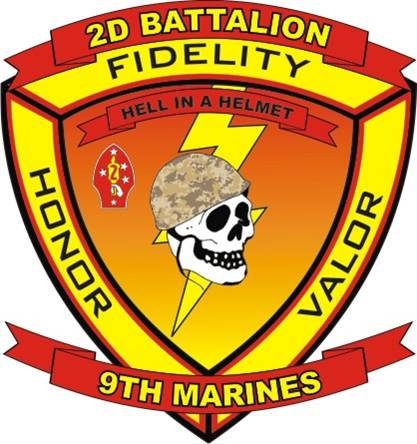
Insigne du 2nd Battalion du 9th Marines.

De septembre 2009 à novembre 2010, le lance corporal Kyle Carpenter sert comme artilleur d'arme automatique (SAW) dans la Company F, 2d Battalion, 9th Marines, Regimental Combat Team-1, 1st Marine Division (Forward), I Marine Expeditionary Force (Forward),,.
En juillet 2010, il est déployé en Afghanistan dans la province de Helmand.
Le 21 novembre 2010, durant l'opération Enduring Freedom, il est posté sur un toit avec un de ses camarades dans la ville de Marjah dans la province de Helmand. Alors qu'ils sont en train de repousser une attaque d'insurgés talibans, il est gravement blessé (notamment au visage et au bras droit) par l'explosion d'une grenade à fragmentation lancée par l'ennemi. Les rapports confirment que Carpenter s'est jeté volontairement sur la grenade pour protéger son camarade, le lance corporal Nick Eufrazio,,,. Son gilet en kevlar, en partie détruit par l’explosion, lui a sauvé la vie.
Touché à l'œil droit (qu'il a perdu par la suite) et blessé sur tout le corps (il a perdu la plupart de ses dents, et sa mâchoire et son bras droit ont été brisés), il est réanimé à trois reprises (arrêt cardiaque) par les médecins. Après avoir subi de nombreuses interventions, notamment de chirurgie réparatrice, il fait plusieurs années de rééducation,.
En juillet 2013, il est mis à la retraite au grade de lance corporal, pour raisons médicales en raison de ses blessures. Il devient par la suite étudiant à l'université de Caroline du Sud de Columbia.

## Distinction
Pour cet acte de bravoure exceptionnel, le caporal William Carpenter se voit attribuer le 19 mai 2014 la Medal of Honor, remise par le président des États-Unis Barack Obama à la Maison-Blanche,,,,.
|  |
|  |

|  |
|  |

### Citation de la Medal of Honor
The President of the United States of America in the name of The Congress takes pleasure in presenting the MEDAL OF HONOR to

LANCE CORPORAL WILLIAM KYLE CARPENTER

UNITED STATES MARINE CORPS

« For conspicuous gallantry and intrepidity at the risk of his life above and beyond the call of duty while serving as an Automatic Rifleman with Company F, 2nd Battalion, 9th Marines, Regimental Combat Team 1, 1st Marine Division (Forward), I Marine Expeditionary Force (Forward), in Helmand Province, Afghanistan, in support of Operation Enduring Freedom on 21 November 2010. Lance Corporal Carpenter was a member of a platoon-sized coalition force, [comprised of] two reinforced Marine rifle squads partnered with an Afghan National Army squad. The platoon had established Patrol Base Dakota two days earlier in a small village in the Marjah District in order to disrupt enemy activity and provide security for the local Afghan population. Lance Corporal Carpenter and a fellow Marine were manning a rooftop security position on the perimeter of Patrol Base Dakota when the enemy initiated a daylight attack with hand grenades, one of which landed inside their sandbagged position. Without hesitation and with complete disregard for his own safety, Lance Corporal Carpenter moved toward the grenade in an attempt to shield his fellow Marine from the deadly blast. When the grenade detonated, his body absorbed the brunt of the blast, severely wounding him, but saving the life of his fellow Marine. By his undaunted courage, bold fighting spirit, and unwavering devotion to duty in the face of almost certain death, Lance Corporal Carpenter reflected great credit upon himself and upheld the highest traditions of the Marine Corps and the United States Naval Service,. »

## Décorations
Les décorations de Kyle Carpenter sont les suivantes :
|  |  |             |  |  |  |
|  |  |             |  |  |  |
|  |  | Bronze star |  |  |  |
|  |  |             |  |  |  |
|  |  |             |  |  |  |

| 1re rangée | Medal of Honor                            | Medal of Honor                            | Medal of Honor                            | Purple Heart Medal                 | Purple Heart Medal                              | Purple Heart Medal                              |
| 2e rangée  | Navy and Marine Corps Achievement Medal   | Navy and Marine Corps Achievement Medal   | Combat Action Ribbon                      | Combat Action Ribbon               | Navy Unit Commendation                          | Navy Unit Commendation                          |
| 3e rangée  | Marine Corps Good Conduct Medal           | Marine Corps Good Conduct Medal           | National Defense Service Medal            | National Defense Service Medal     | Afghanistan Campaign Medal with 1 campaign star | Afghanistan Campaign Medal with 1 campaign star |
| 4e rangée  | Global War on Terrorism Service Medal     | Global War on Terrorism Service Medal     | Navy Sea Service Deployment Ribbon        | Navy Sea Service Deployment Ribbon | NATO Service Medal for service with ISAF        | NATO Service Medal for service with ISAF        |
| Médaille   | Sharpshooter marksmanship badge for rifle | Sharpshooter marksmanship badge for rifle | Sharpshooter marksmanship badge for rifle | 1 service stripe                   | 1 service stripe                                | 1 service stripe                                |